# Steropleurus filenorum
Steropleurus filenorum är en insektsart som beskrevs av Massa 1998. Steropleurus filenorum ingår i släktet Steropleurus och familjen vårtbitare. Inga underarter finns listade i Catalogue of Life.